# Reserva Extrativista Rio Unini
A Reserva Extrativista Rio Unini é uma unidade de conservação federal do Brasil categorizada como reserva extrativista e criada por Decreto Presidencial em 21 de junho de 2006 numa área de 833.352 hectares no estado do Amazonas. 